# Tambre (Belluno)
Tambre (vènet Tanbre) és un municipi italià, dins de la província de Belluno. L'any 2007 tenia 1.521 habitants. Limita amb els municipis d'Aviano (PN), Barcis (PN), Budoia (PN), Caneva (PN), Chies d'Alpago, Farra d'Alpago, Fregona (TV), Polcenigo (PN) i Puos d'Alpago.

## Administració
| Període | Identitat     | Partit        |
| ------- | ------------- | ------------- |
| 2007-   | Oscar Facchin | Llista cívica |